# Iwan Towarnyćkyj
Iwan Towarnyćkyj (ukr. Іван Товарницький, ur. w 1782  – zm. 29 grudnia 1869) – jeden z pierwszych ukraińskich przedsiębiorców we Lwowie, kolekcjoner, mecenas, jeden z założycieli Głównej Rady Ruskiej.
Był właścicielem wielkiego zakładu cukierniczego, radnym rady miejskiej Lwowa, od 1850 kuratorem Galicyjskiej Kasy Oszczędnościowej.
W 1842 został członkiem Instytutu Stauropigijnego, w latach 1846–1851 był jego przewodniczącym. Współzałożyciel Matycy Hałycko-Ruskiej, współorganizator Soboru Ruśkych Uczenych, członek komitetu budującego Narodnyj Dim.
W 1864 był jednym z inicjatorów założenia zawodowego ukraińskiego teatru we Lwowie - "Ruskoj Besidy". Wspierał materialnie klasztorną żeńska szkołę w Jaworowie, ufundował również 5 stypendiów dla niezamożnych studentów.
Posiadał wielką kolekcję dzieł sztuki i minerałów, podarowaną Narodnemu Domowi.